# صنایع ماشین های الکتریکی جوین، جمکو
جمکو (به انگلیسی: JEMCO، سرواژهٔ Joveyn Electric Machines Company)، یک شرکت ایرانی تولیدکننده الکتروموتور و ژنراتور صنعتی است که در سال ۱۳۶۹ خورشیدی در شهر سبزوار تأسیس شد. این شرکت به عنوان یکی از بزرگ‌ترین تولیدکنندگان موتورهای صنعتی در ایران شناخته می‌شود و تمرکز آن بر طراحی و ساخت ماشین‌های الکتریکی سه‌فاز از توان ۵٫۵ تا ۱۰٬۰۰۰ کیلووات است.

## تاریخچه
شرکت جمکو در سال ۱۳۶۹ خورشیدی با هدف تأمین نیازهای داخلی کشور در حوزه الکتروموتور و کاهش وابستگی به واردات تأسیس شد. از همان ابتدا با بهره‌گیری از متخصصان داخلی و همکاری با مراکز دانشگاهی، توسعه فناوری و تولید ملی را در اولویت قرار داد. در طول دهه‌های گذشته، جمکو به‌تدریج به یکی از برندهای شناخته‌شده در صنعت برق ایران بدل شده‌است.

## محصولات
جمکو محصولات متنوعی در حوزه موتورهای صنعتی تولید می‌کند که به شرح زیر هستند:
- سری YD: موتورهای قفس سنجابی فشار ضعیف (۵٫۵ تا ۹۰ کیلووات) با کلاس حفاظتی IP55 و کلاس حرارتی F/B.
- سری YU: موتورهای فشار ضعیف از ۷۵ تا ۴۵۰ کیلووات با راندمان بالا و مناسب برای کارکرد دائم.
- سری YK: موتورهای فشار متوسط با توان ۲۲۰ تا ۲۰۰۰ کیلووات، مجهز به روتور قفس سنجابی فولادی.
- سری YR: موتورهای فشار متوسط با روتور سیم‌پیچی‌شده در محدوده ۲۲۰ تا ۱۸۰۰ کیلووات.
- سری YJS (Compact): موتورهای جمع‌وجور فشار متوسط با توان تا ۱۶۰۰ کیلووات.
- موتورهای تهویه دود (Smoke): موتورهای مقاوم در برابر حرارت بالا تا کلاس H، با کاربرد در تخلیه دود اضطراری.
- موتورهای ضدانفجار (Explosion-proof): با گواهی‌نامه ATEX برای استفاده در محیط‌های صنعتی حساس.

## ظرفیت تولید
جمکو دارای ظرفیت اسمی سالانه بیش از ۱٬۲۰۰ مگاوات معادل ۱۲٬۶۸۰ دستگاه الکتروموتور است. این شرکت خطوط تولید و تست کامل در شهرک صنعتی سبزوار دارد و دفتر مرکزی آن در تهران مستقر است.

## استانداردها و کیفیت
محصولات جمکو مطابق با استانداردهای بین‌المللی از جمله IEC 60034 و IEC 60079 تولید می‌شوند. شرکت دارای امکانات تست عملکرد، آزمون عایقی و ارتعاش‌سنجی است و کلاس‌های حفاظتی متنوعی از IP54 تا IP66 را پشتیبانی می‌کند.

## بازار هدف و کاربردها
الکتروموتورهای جمکو در صنایع مختلفی مانند پمپ‌ها، کمپرسورها، سیستم‌های تهویه، معادن، نیروگاه‌ها و پتروشیمی‌ها کاربرد دارند. این شرکت علاوه بر بازار ایران، در تأمین بخشی از نیازهای کشورهای منطقه نیز فعالیت می‌کند.

## نمایندگی‌ها و توزیع
جمکو دارای شبکه فروش و نمایندگی در شهرهای مختلف ایران از جمله تهران، مشهد و کرج است. همچنین ارائه خدمات پس از فروش از طریق نمایندگان رسمی انجام می‌شود.